# Навахо (национальный монумент)
Национальный монумент Навахо (англ. Navajo National Monument) — национальный памятник, находящийся на северо-западе резервации навахо на севере Аризоны.
Здесь находятся три крупных, превосходно сохранившихся сооружения древних пуэбло, населявших эти земли до прихода навахо. Навахо, заставшие лишь немногочисленные группы пуэбло, называли создателей этих сооружений «анасази» («древние враги»). Три крупнейших памятника парка: Кит-Сил, Бетатакин и «дом надписей».

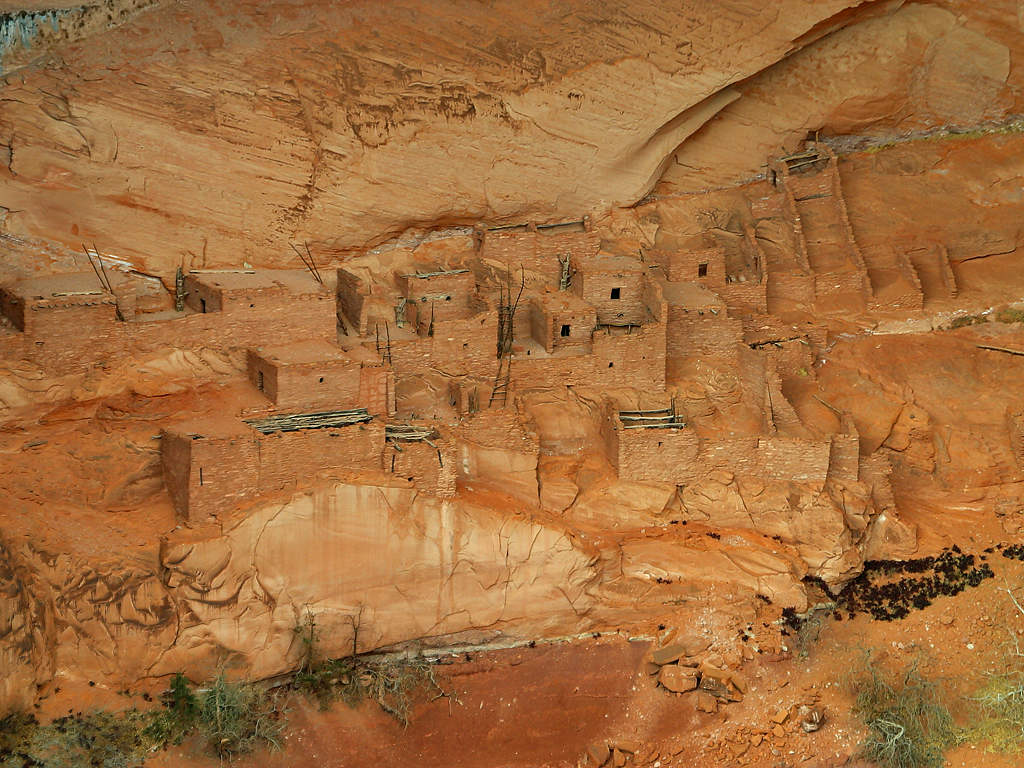
Руины в каньоне Бетатакин

Как и другие сооружения древних пуэбло, крепость в Навахо-Парке была заброшена в конце XIII века н. э. В результате сильной засухи и экологического кризиса пуэбло были вынуждены мигрировать на юг, а территории их обитания были позднее заняты племенами навахо.